# Marco Komenda
Marco Komenda (Darmstadt, 26 november 1996) is een voetballer met zowel de Duitse als Kroatische nationaliteit die doorgaans als centrale verdediger speelt. In 2018 maakte hij namens SV Meppen zijn debuut in het betaalde voetbal in de 3. Liga . In juli 2020 verruilde hij de club uit Nedersaksen voor Holstein Kiel , waar hij nog altijd onder contract staat. 

## Clubloopbaan

### Jeugd
Komenda begon met voetballen bij TSG Messel en stapte daarna over naar de jeugdopleiding van SV Darmstadt 98. Hij doorliep daar alle jeugdelftallen en bleef elf jaar bij de club. Tijdens de winterstop van het seizoen 2015/16 nam hoofdtrainer Dirk Schuster hem mee met de eerste selectie op trainingskamp in Antalya.. In zijn laatste seizoen bij de A-junioren werd hij met Darmstadt kampioen van de regio Hessen.. Omdat Darmstadt geen reserveteam had, maakte hij vervolgens de overstap naar Sportfreunde Siegen.

### Sportfreunde Siegen
Komenda tekende een eenjarig contract bij Sportfreunde Siegen. Tijdens de voorbereiding op het seizoen 2015/16 maakte hij indruk op trainer Ottmar Griffel, die hem op 18-jarige leeftijd toevoegde aan de eerste selectie. Hij maakte zijn debuut op 16 augustus 2015 in de uitwedstrijd tegen Westfalia Rhynern in de Oberliga Westfalen, waarin hij als rechtervleugelverdediger in de basis begon. Komenda groeide uit tot een vaste waarde in het elftal en speelde alle competitiewedstrijden dat seizoen. Op 18 oktober 2015 maakte hij zijn eerste doelpunt in het seniorenvoetbal tijdens een 0–7 overwinning op Eintracht Rheine, waarin hij het zevende doelpunt voor zijn rekening nam. Na één seizoen en 36 officiële wedstrijden vertrok hij naar  Borussia Mönchengladbach.

### Borussia Mönchengladbach II
Komenda kwam bij Borussia Mönchengladbach terecht in het tweede elftal, dat destijds uitkwam in de 3. Liga en onder leiding stond van de Nederlandse trainer Arie van Lent. Op 6 augustus 2016 maakte hij zijn debuut in het uitduel tegen Viktoria Köln. In het met 1–4 gewonnen duel op Sportpark Höhenberg begon hij als linkervleugelverdediger in de basis. Ook in zijn tweede seizoen was hij een vaste waarde. Tijdens de negende speelronde raakte hij echter geblesseerd; in de wedstrijd tegen het tweede elftal van 1. FC Köln scheurde hij een binnenband, waardoor hij enkele weken uitviel. Op 3 december 2017 maakte hij in de 19e speelronde zijn eerste doelpunt voor Mönchengladbach II. In de met 1–2 gewonnen uitwedstrijd tegen Rot-Weiß Oberhausen maakte hij in de 88e minuut de winnende treffer, nadat hij eerder in de 55e minuut de assist gaf bij de gelijkmaker van Ba-Muaka Simakala. Na 60 wedstrijden in het tweede elftal van Borussia Mönchengladbach stapte hij over naar SV Meppen, dat eveneens uitkwam in de 3. Liga.

### SV Meppen
Komenda stond twee seizoenen onder contract bij SV Meppen, waarvoor hij 68 competitiewedstrijden speelde en twee doelpunten maakte. In de zomer van 2018 tekende hij bij de club uit de 3. Liga, waar trainer Christian Neidhart hem als centrale verdediger opstelde. Hij maakte zijn basisdebuut op 28 juli 2018 in de openingswedstrijd van het seizoen tegen Sportfreunde Lotte. Op 20 oktober 2018 kreeg hij in de twaalfde speelronde, tijdens de uitwedstrijd tegen Sonnenhof Großaspach, tweemaal geel en werd hij voor het eerst in zijn profcarrière van het veld gestuurd. Zijn eerste doelpunt voor Meppen volgde op 23 februari 2019 in het met 0–2 gewonnen duel tegen Hansa Rostock, waarin hij in de 51e minuut de openingstreffer maakte. In zijn eerste seizoen (2018/19) eindigde hij met Meppen als dertiende in de 3. Liga en bereikte hij de finale van de Landespokal Niedersachsen, die met 1–0 verloren ging tegen SV Drochtersen/Assel. Ook in zijn tweede seizoen (2019/20) was hij als centrale verdediger een vaste waarde; hij begon in dertig competitiewedstrijden in de basis en eindigde met Meppen op de zevende plaats. Na dat seizoen vertrok hij naar Holstein Kiel.

### Holstein Kiel
In de zomer van 2020 tekende Komenda een driejarig contract bij Holstein Kiel. Op 13 september maakte hij zijn officiële debuut voor de club in de eerste ronde van de DFB-Pokal, waarin hij in de met 1–7 gewonnen uitwedstrijd tegen het amateurteam van 1.FC Rielasingen een basisplaats kreeg van trainer Ole Werner. Een week later debuteerde hij ook in de 2. Bundesliga, opnieuw als basisspeler, tijdens de thuiswedstrijd tegen SC Paderborn 07. Komenda kende een veelbelovende start bij Holstein Kiel, maar werd eind oktober getroffen door een stressfractuur in zijn voet, waardoor hij enkele weken uitgeschakeld was. Na zijn terugkeer had hij moeite zijn basisplaats te heroveren en kwam hij voornamelijk als reservespeler in actie. Op 17 januari keerde hij terug in de basis, in de thuiswedstrijd tegen Karlsruher SC, nadat concurrent Stefan Thesker geblesseerd raakte. Twee weken later, op 27 januari, scoorde Komenda zijn eerste doelpunt voor Holstein Kiel: de gelijkmaker in de met 1–1 geëindigde thuiswedstrijd tegen SC Paderborn, na een voorzet van Jannik Dehm. Na de terugkeer van Thesker verloor hij opnieuw zijn basisplaats en kwam hij in de resterende wedstrijden van het seizoen nog driemaal als invaller binnen de lijnen. Holstein Kiel eindigde het seizoen op de derde plaats, wat recht gaf op deelname aan de promotie-/degradatieplay-offs tegen 1. FC Köln. Komenda speelde in beide wedstrijden mee. De heenwedstrijd in Keulen werd met 0–1 gewonnen dankzij een doelpunt van Simon Lorenz. In de return leed Kiel echter een zware 1–5 nederlaag, waardoor promotie uitbleef en de club in de 2. Bundesliga bleef.
In de openingswedstrijd van het seizoen 2021/22 tegen FC St. Pauli brak Komenda zijn middenvoetsbeentje, waardoor hij tot aan de winterstop niet in actie kwam. Zijn rentree volgde in de eerste wedstrijd na de winterpauze, waarin hij als basisspeler startte in de uitwedstrijd tegen  Schalke 04. In maart verlengde hij zijn contract bij Holstein Kiel tot medio 2026. In het daaropvolgende seizoen raakte Komenda in de vierde speelronde geblesseerd. Tijdens de thuiswedstrijd tegen Eintracht Braunschweig moest hij in de 65e minuut met een peesblessure het veld verlaten. Pas 217 dagen later keerde hij terug in de uitwedstrijd tegen Hamburger SV.  Aan het begin van het seizoen 2023/24 gaf trainer Marcel Rapp  de voorkeur aan Marvin Schulz en de jonge Colin Kleine-Bekel als centraal verdedigingsduo, waardoor Komenda op de bank belandde. Gedurende het seizoen vocht hij zich terug in het elftal en veroverde hij een vaste basisplaats ten koste van Schulz. Uiteindelijk speelde Komenda 27 competitiewedstrijden en droeg hij bij aan de tweede plaats van Holstein Kiel, wat de club voor het eerst in haar geschiedenis promotie naar de Bundesliga opleverde.
Komenda kende een moeizame start van het seizoen 2024/25. Hoewel hij aanvankelijk een basisplaats had, belandde hij al snel op de bank en kwam hij tot de winterstop vooral als invaller in actie. Holstein Kiel verkeerde door een zwakke start, met veel tegendoelpunten, vanaf het begin van het seizoen in de onderste regionen van de ranglijst. Na de winterstop vocht Komenda zich terug in de basis en vormde hij samen met winteraanwinst David Zec en aanvoerder Timo Becker het centrale verdedigingsblok. In april raakte hij tijdens een training geblesseerd aan zijn dijbeen; een gescheurde pees maakte voortijdig een einde aan zijn seizoen. Holstein Kiel kende een moeizaam seizoen waarin degradatie niet kon worden voorkomen, waardoor de club na één jaar terugkeerde naar de 2. Bundesliga.

## Clubstatistieken
| Seizoen                     | Club                        | Competitie         | Competitie | Competitie | Beker | Beker | Internationaal | Internationaal | Overig | Overig | Totaal | Totaal |
| Seizoen                     | Club                        | Competitie         | Wed.       | Dlp.       | Wed.  | Dlp.  | Wed.           | Dlp.           | Wed.   | Dlp.   | Wed.   | Dlp.   |
| --------------------------- | --------------------------- | ------------------ | ---------- | ---------- | ----- | ----- | -------------- | -------------- | ------ | ------ | ------ | ------ |
| 2015/16                     | Sportfreunde Siegen         | Oberliga Westfalen | 34         | 3          | 2     | 0     | –              | –              | –      | –      | 36     | 3      |
| 2016/17                     | Borussia Mönchengladbach II | 3. Liga            | 31         | 0          | –     | –     | –              | –              | –      | –      | 31     | 0      |
| 2017/18                     | Borussia Mönchengladbach II | 3. Liga            | 29         | 2          | –     | –     | –              | –              | –      | –      | 29     | 2      |
| 2018/19                     | SV Meppen                   | 3. Liga            | 34         | 1          | 2     | 0     | –              | –              | –      | –      | 36     | 1      |
| 2019/20                     | SV Meppen                   | 3. Liga            | 30         | 0          | 2     | 0     | –              | –              | –      | –      | 32     | 0      |
| 2020/21                     | Holstein Kiel               | 2. Bundesliga      | 13         | 1          | 4     | 0     | –              | –              | 2      | 0      | 19     | 1      |
| 2021/22                     | Holstein Kiel               | 2. Bundesliga      | 10         | 0          | –     | –     | –              | –              | –      | –      | 10     | 0      |
| 2022/23                     | Holstein Kiel               | 2. Bundesliga      | 11         | 2          | 1     | 0     | –              | –              | 2      | 0      | 14     | 2      |
| 2023/24                     | Holstein Kiel               | 2. Bundesliga      | 21         | 0          | 1     | 0     | –              | –              | –      | –      | 22     | 0      |
| 2024/25                     | Holstein Kiel               | Bundesliga         | 19         | 0          | 1     | 0     | –              | –              | –      | –      | 20     | 0      |
| Carrière totaal             | Carrière totaal             | Carrière totaal    | 232        | 9          | 15 *  | 0     | –              | –              | 4 **   | 0      | 249    | 9      |
| Bijgewerkt tot 14 juni 2025 |                             |                    |            |            |       |       |                |                |        |        |        |        |

* Naast zijn zeven wedstrijden in de DFB-Pokal namens Holstein Kiel kwam Komenda in het seizoen 2015/16 tweemaal in actie voor Sportfreunde Siegen in de Landespokal Westfalen. Tijdens zijn periode bij SV Meppen speelde hij in de seizoenen 2018/19 en 2019/20 in totaal vier wedstrijden in de Landespokal Niedersachsen. 
** In het seizoen 2020/21 maakte hij deel uit van Holstein Kiel en speelde hij twee promotie play-offwedstrijden voor een plek in de Bundesliga. In het seizoen 2022/23 speelde hij daarnaast twee wedstrijden voor het tweede elftal van Holstein Kiel in de Regionalliga Nord.